# Retour des cendres

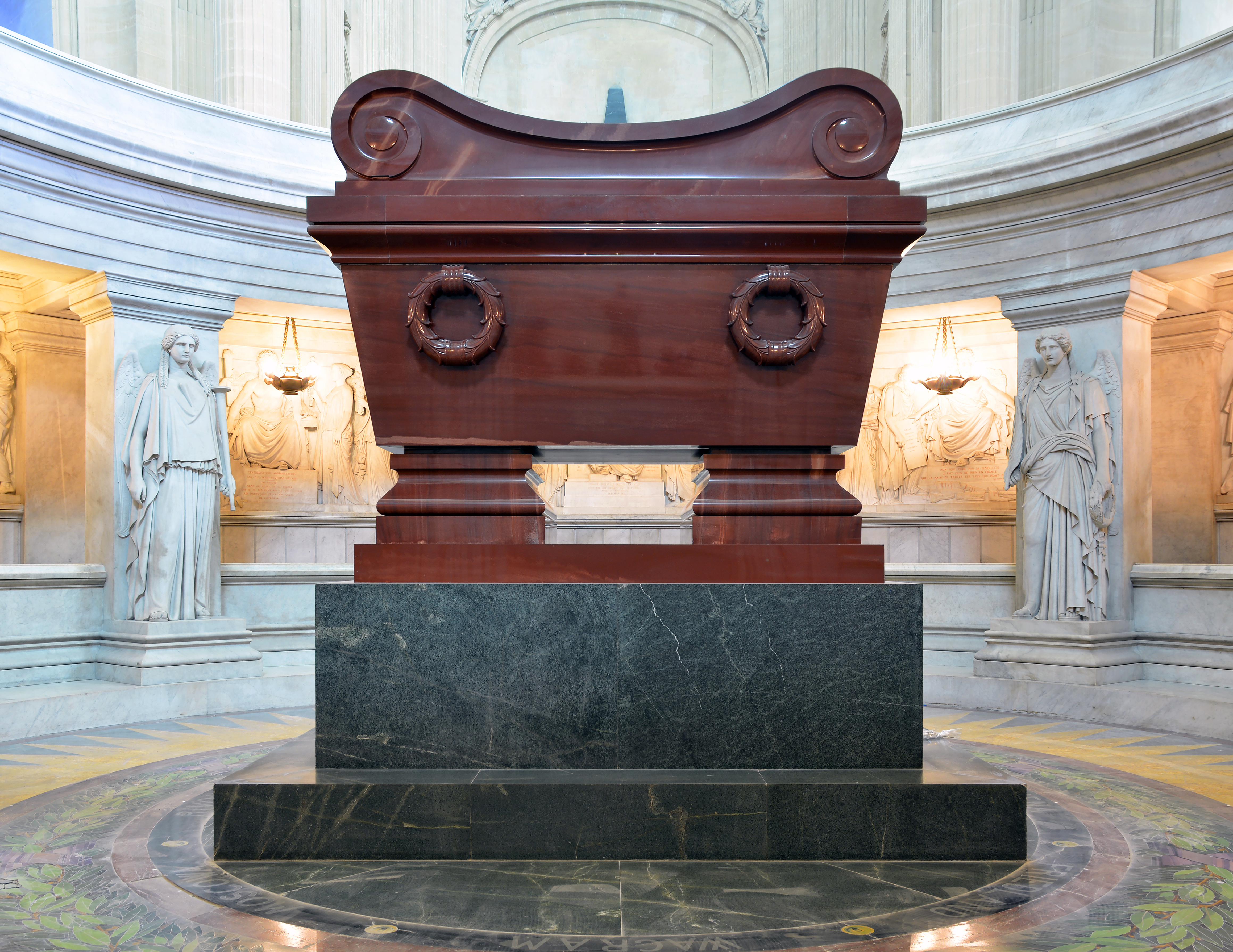
Tumba de Napoleón en Los Inválidos (París).

El retour des cendres (retorno de las cenizas) fue el traslado de los restos mortales de Napoleón I de la isla de Santa Elena a Francia y su entierro en Los Inválidos de París en 1840, por iniciativa de Adolphe Thiers y del rey Luis Felipe.

## Intentos previos
En un codicilo de su testamento, escrito en el exilio en Longwood House el 16 de abril de 1821, Napoleón expresó su deseo de ser enterrado "a orillas del Sena, en medio del pueblo francés al que tanto he amado". A su muerte, el conde Bertrand solicitó sin éxito al Gobierno británico que permitiese que el deseo de Napoleón fuese cumplido. Entonces presentó una solicitud a los ministros del nuevamente restaurado Luis XVIII de Francia, de quienes no recibió una negativa rotunda y además la explicación de que la llegada de los restos a Francia sería indudablemente la causa o pretexto para una agitación política que para el gobierno era aconsejable prevenir o evitar, pero que su solicitud sería cumplida en cuanto la situación se hubiese calmado y fuese seguro llevarla a cabo.

## Desarrollo

### Discusiones políticas

#### Comienzo
Tras la Revolución de 1830 una petición exigiendo un nuevo entierro de los restos mortales de Napoleón en la base de la columna Vendôme (siguiendo el ejemplo de los restos de Trajano, enterrados en la base de su columna en Roma) fue rechazada por la Cámara de diputados el 2 de octubre de 1830. Sin embargo, diez años después, Adolphe Thiers, nuevo Presidente del Consejo bajo Luis Felipe e historiador del Consulado y Primer Imperio, imaginaba el regreso a Francia de los restos como una gran sorpresa política que rehabilitaría los períodos Revolucionarios e Imperiales (de los cuales él escribiría sus Historia de la Revolución francesa e Historia del Consulado y del Imperio), favorecería los sueños de gloria de la izquierda y mejoraría la reputación de la Monarquía de Julio (cuyas relaciones diplomáticas con el resto de Europa estaban entonces bajo amenaza por sus problemas en Egipto, resultado de su apoyo a Mehmet Alí). Esto era parte de la política de Luis Felipe de intentar recuperar "todas las glorias de Francia", a la cual le dedicó el Palacio de Versalles, convirtiéndolo en un museo de historia francesa. Luis Felipe todavía seguía reacio y tuvo que ser convencido de apoyar el proyecto contra sus dudas. En el resto de la familia real, el príncipe de Joinville no quería ser empleado en "un trabajo de transportista o de funeraria", la reina María Amelia juzgó que semejante operación podría ser "forraje para impulsivos" y María Luisa lo vio como "puro teatro". El 10 de mayo de 1840 François Guizot, entonces embajador francés en Londres, contra su voluntad presentó una petición oficial al gobierno británico, que fue inmediatamente aprobada según la promesa hecha en 1822 (Palmerston escribió a su hermano con gran ironía: "He aquí una buena idea francesa").

#### 12 de mayo
El 12 de mayo, durante la discusión de un proyecto de ley por el azúcar, el Ministerio del Interior de Francia Charles de Rémusat se levantó hacia el tribunal en la Cámara de diputados y dijo:

Señores, el rey le ha ordenado a Su Alteza Real el Príncipe de Joinville [se produce un alboroto de atención y curiosidad] dirigir una fragata hacia la isla de Santa Elena [nuevo alboroto] para recibir los restos mortales del emperador Napoleón [explosión de aplausos de todas las partes de la Asamblea]. Nosotros venimos a pedirles los medios para recibirlo en suelo francés de un modo digno y levantar una última morada definitiva para Napoleón [aclamaciones, aplausos]. [...] La fragata cargada con [llevando] los restos mortales está preparada para volver a la desembocadura del Sena, otro navío más lo llevará hasta París. Los restos serán depositados en Los Inválidos. Una ceremonia solemne, una religiosa más grande y un desfile militar inaugurarán la tumba en la que deberemos mantenerlo para siempre. [...] Él fue Emperador y Rey, él fue soberano legítimo de nuestro país. Así que pudo ser enterrado en Saint-Denis, pero Napoleón no debe recibir el entierro usual de los reyes. Él debe aún reinar y mandar en la fortaleza donde los soldados de la patria descansarán siempre, y donde ellos siempre estarán inspirados por aquellos quienes han sido llamados a defenderla. [...] El arte elevará una tumba digna bajo la cúpula, en medio del templo consagrado al Dios de los ejércitos, si alguna tumba puede ser digna del nombre [de Napoleón] que le será grabado. [...] Nosotros no dudamos, señores, de que la Cámara se une con emoción patriótica a la idea del rey que venimos a expresar ante vosotros. Ahora, Francia, y sólo Francia poseerá todo lo que queda de Napoleón. Su tumba, como su memoria, no pertenecerá a nadie, solamente a su país. La monarquía de 1830 es, en efecto, la única y legítima heredera de todos los soberanos de los que Francia puede estar orgullosa. Sin duda, corresponde a esta monarquía primero reunir todas sus fuerzas y conciliar todas las promesas solemnes de la Revolución francesa, para elevar y honrar audazmente la estatua y la tumba de un héroe popular, hay una cosa, sólo una cosa, que no teme comparación con la gloria - y es la libertad! [triple salva de aplausos, aclamaciones de la izquierda y el centro, gran alboroto]

El ministro entonces presentó un proyecto de ley para otorgar "un préstamo de 1 millón de [francos] para el traslado de los restos mortales del emperador Napoleón a Los Inválidos y para la construcción de su tumba", causando sensación la declaración del proyecto de ley. Una discusión acalorada comenzó en la prensa, provocando toda clase de objeciones en cuanto a la idea y a la factibilidad. El 17 de mayo la ciudad de Saint-Denis solicitó que Napoleón fuera enterrado en su basílica, tradicional lugar de entierro de los reyes franceses.

#### 25–26 de mayo
El 25 y 26 de mayo el proyecto de ley fue discutido en la Cámara. Esto fue propuesto por Bertrand Clauzel, un viejo militar del Primer Imperio francés que fue llamado nuevamente por la Monarquía de Julio y fue ascendido a mariscal de Francia. En nombre de la comisión Clauzel aprobó la elección de Los Inválidos como lugar de entierro, no sin discutir las otras soluciones propuestas (además de Saint-Denis, el Arco de Triunfo, la columna Vendôme, el Panteón de París e incluso la Iglesia de la Madeleine le habían sido propuestas). Clauzel propuso que el préstamo se aumentase a 2 millones de francos, que el barco que trajera los restos fuera escoltado por toda una escuadra y que Napoleón fuera la última persona en ser enterrada en Los Inválidos, y Glais-Bizoin, republicano crítico del Imperio, pronunció discursos (expresó que "las ideas bonapartistas son una de las heridas abiertas de nuestro tiempos; ellas representan lo más desastroso para la emancipación de los pueblos, la cosa más contraria a la independencia del espíritu humano."). La propuesta fue defendida por Odilon Barrot (futuro presidente del Consejo de Napoleón III en 1848), mientras que el más feroz oponente a ella fue Lamartine, quien la consideraba peligrosa. Lamartine dijo antes del debate que "las cenizas de Napoleón todavía no se apagaron, y nosotros respiramos sus chispas" Antes de la sesión Thiers intentó disuadir a Lamartine de intervenir pero recibió la respuesta "No, los imitadores de Napoleón deben ser desalentados." Thiers contestó "Oh! Pero quien podría pensar imitarlo hoy?", solo para recibir la respuesta de Lamartine que luego conocería todo París - "Discúlpeme, quise decir parodistas de Napoleón." Durante el debate Lamartine expresó:

A pesar de que soy un admirador de este gran hombre, no estoy entusiasmado por él sin entusiasmo y sin previsión. No me prosternaré ante esta memoria; no soy seguidor de esta religión napoleónica, del culto a la fuerza que en un momento algunos han deseado sustituir en el alma de la Nación por la seria religión de la libertad. También creo que no sería bueno divinizar la guerra incesantemente, de alentar esas más impetuosas bubblings en la sangre francesa, que se muestra ante nosotros impaciente por hundirse después de una tregua de 25 años, como si la paz, que es la buena fortuna y la gloria del mundo, fuese la vergüenza de las naciones. [...] Nosotros, quienes creemos en la libertad seriamente nos manifestamos contra esta medida. No seremos seducidos por la opinión del pueblo, que es quien mejor entiende que los deslumbra más de lo que sirve a ellos. No borraremos todo, nosotros no disminuiremos tanto nuestra monarquía de la razón, nuestra nueva, representativa, pacífica monarquía. Ella terminaría desapareciendo para los ojos del pueblo. [...] es bueno, señores; no me opongo, lo aplaudo: pero presten atención a ese aliento al genio a cualquier precio. Estoy con dudas por el futuro. No me gustan aquellos hombres quienes tienen la libertad, la legalidad y el progreso como su doctrina oficial, y el sable y el despotismo como símbolo.

En conclusión Lamartine invitó a Francia a demostrar que "ella [no deseaba] la guerra, la tiranía, los monarcas legítimos, los pretendientes, ni siquiera los imitadores". Escuchando esta peroración que era implícitamente dirigida contra él, Thiers apareció en el tribunal. Aun así, la Cámara fue en gran parte favorable y votó por las medidas solicitadas por 280 votos contra 65, aunque rechazó aumentar el préstamo de 1 a 2 millones. El mito napoleónico estaba ya completamente desarrollado y solamente necesitaba ser coronado. El poeta oficial de la Monarquía de Julio, Casimir Delavigne, escribió:
Francia, lo verás de nuevo! Tu llanto de alegría, oh Francia,
Ahoga el ruido de tu cañón;
Tu pueblo, toda la gente que se lanza a tus orillas,
Toma los brazos de Napoleón.

#### 4–6 de junio
El 4 o 6 de junio el Bertrand Clauzel fue recibido por Luis Felipe, a quien le entregó las armas del Emperador, que fueron colocadas en el Tesoro. Bertrand manifestó en esta ocasión:

Gracias a Su Majestad, a su solemne y patriótico deseo por el que nosotros podremos cumplir los últimos deseos del Emperador, deseos que él especialmente me expresó en su lecho de muerte en circunstancias que no puedo borrar de mi memoria. Sire, prestando homenaje a la memorable acción de justicia nacional que ha llevado a cabo generosamente, y guiado por un sentimiento de gratitud y confianza, vengo a poner en manos de Su Majestad estas gloriosas armas, que por largo tiempo hasta este día he cuidado del robo, y que pronto espero poner en el féretro del gran Capitán, en la ilustre tumba destinada a ser contemplada por el Universo. Que la espada del héroe pueda convertirse en el paladio de la patria.

Luis Felipe contestó con frases estudiadas:

En nombre de Francia, recibo las armas del emperador Napoleón que sus últimos deseos confiaron a usted como precioso depósito; ellos estarán protegidos fielmente hasta el momento cuando pueda ponerlos en el mausoleo que la generosidad nacional está preparándole. Me considero feliz al saber que me ha sido reservado traer al suelo de Francia los restos mortales de quien dio tanta gloria a nuestras armas y pagar la deuda de nuestra patria rodeando su féretro con todos los honores debidos a él. Estoy muy conmovido por todos los sentimientos que ha venido a expresarme.

Esta ceremonia hizo enfadar a José y a Luis Napoleón Bonaparte, publicando este último un escrito en The Times:

La espada de Austerlitz nunca debe encontrarse en manos del enemigo; ella debe permanecer donde pueda ser tomada el día que haya peligro para la gloria de Francia. [...] Privar a los herederos del Emperador de la única herencia que les dejó; darle las armas del conquistador al beneficiario de Waterloo, es traicionar el más sagrado deber, es forzar a los oprimidos a decir un día a sus opresores: "Dadnos lo que habéis usurpado".

Después de la ceremonia de armas Bertrand se dirigió al Ayuntamiento de París y ofreció al presidente del Consejo municipal el council chair que Napoleón dejó a la capital - que se encuentra ahora en el Museo Carnavalet.

### Llegada a Santa Elena

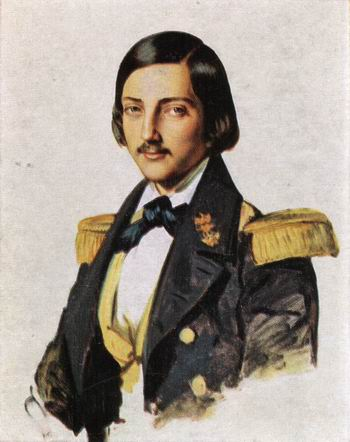
Francisco de Orleans, príncipe de Joinville

A las 7 p. m. del 7 de julio de 1840 la fragata Belle Poule salió de Tolón, escoltada por la corbeta La Favorite. El príncipe de Joinville, el hijo más joven del rey, estaba al mando de la fragata y de la expedición en su totalidad. También se encontraba a bordo de la fragata Philippe de Rohan-Chabot (como agregado del embajador francés ante el Reino Unido y como comisionado designado por Thiers), que deseaba obtener gloria siendo parte de la expedición presidiendo las operaciones de exhumación, los generales Bertrand y Gourgaud, el conde Emmanuel de Las Cases (parlamentario de Finisterre e hijo de Emmanuel de Las Cases, el autor de El Memorial de Santa Elena) y cinco personas que fueron sirvientes de Napoleón en Santa Elena: Saint-Denis (más conocido como Alí el mameluco), Noverraz, Pierron, Archambault y Coursot. El capitán Guyet estaba al mando de la corbeta, que trasportaba a Louis Marchand (jefe ayuda de cámara de Napoleón, que estuvo con él en Santa Elena). Entre otros integrantes de la expedición se encontraban el abate Félix Coquereau (fleet almoner), Charner (lugarteniente de Joinville y segundo al mando), Hernoux (edecán de Joinville), el teniente Touchard, Arturo (el joven hijo del general Bertrand), y el doctor Rémy Guillard. Una vez que el proyecto de ley se aprobó, la fragata fue adaptada para recibir el féretro de Napoleón - una capilla a la luz de las velas fue construida en el entrepuente, tapizada en terciopelo negro bordado con abejas plateadas (símbolo napoleónico), con un catafalco en el centro acompañado por cuatro águilas de madera doradas.
El viaje duró 93 días y, debido a la juventud de algunos de los integrantes de la tripulación, se convirtió en un viaje turístico, con el príncipe echando anclas en Cádiz por cuatro días, en Madeira por dos días y en Tenerife por cuatro días, mientras que dedicaron 15 días a bailes y festividades celebradas en Bahía, Brasil. Los dos barcos finalmente llegaron a Santa Elena el 8 de octubre y en la rada se encontraron con el bergantín francés L'Oreste, dirigido por Doret, quien fue uno de los integrantes del plan propuesto en île-d'Aix de ayudar a escapar a Napoleón en una chasse-marée después de Waterloo, y quien se convertiría en capitán de corbeta. Doret había llegado a Santa Elena para presentar sus últimos respetos a Napoleón pero también llevaba noticias preocupantes - los incidentes en Egipto y la política agresiva de Thiers estaba muy cercana a provocar una ruptura diplomática entre Francia y el Reino Unido. Joinville sabía que la ceremonia sería respetada pero empezó a temer ser interceptado por barcos británicos en el viaje de vuelta.
La misión desembarcó al día siguiente y fue a Plantation House, donde el gobernador general de la isla, George Middlemore, estaba esperándolos. Después de una larga entrevista con Joinville (con el resto de la misión esperando impacientemente en el salón), Middlemore se presentó ante el resto de la misión y anunció: "Señores, los restos mortales del Emperador les serán entregados el jueves 15 de octubre". La misión entonces salió hacia Longwood, pasando por el "Valle de la Tumba" o "Valle de los Geranios". La tumba de Napoleón estaba en un lugar solitario, cubierto por tres bloques colocados a nivel del suelo. Este muy simple monumento estaba rodeado por una verja de hierro, sólidamente fijada en una base y resguardada por un sauce llorón, con otro árbol igual muerto a su lado. Todo esto estaba rodeado por un cerco de madera y muy cerca de donde había una fuente cuya agua fresca le gustaba a Napoleón. En la puerta del cerco, Joinville desmontó y apartó la verja de hierro, seguido por el resto de la misión. En un profundo silencio contemplaron la austera y humilde tumba. Después de media hora Joinville remontó y la expedición continuó su camino. Lady Torbet, dueña de las tierras donde la tumba se encontraba, había establecido un puesto para vender refrigerios para los pocos peregrinos que iban a la tumba y no le agradaba la exhumación porque sabía que desde ese momento se le terminarían las pequeñas ganancias que obtenía. La expedición fue entonces en peregrinación a Longwood, que estaba en muy ruinoso estado - los muebles habían desaparecido, muchas paredes estaban cubiertas con pintadas, el dormitorio de Napoleón se había convertido en un establo donde un granjero pastaba su ganado y obtenía unos pequeños ingresos adicionales por guiar a los visitantes en él. Los marineros del L’Oreste se apropiaron de la mesa de billar, que estaba siendo dejada por las cabras y ovejas, y se llevaron el tapiz y todo aquello que se pudiese llevar, mientras el granjero les gritaba exigiendo una indemnización.

### Exhumación
El grupo regresó al Valle de la Tumba a la medianoche del 14 de octubre, aunque Joinville permaneció a bordo del barco ya que todas las operaciones hasta la llegada del féretro al punto de embarco serían realizadas más bien por soldados británicos que por marineros franceses, y también pensó que no podía presenciar una obra que él no dirigía. La parte francesa del grupo era dirigida por el conde de Rohan-Chabot e incluía a los generales Bertrand y Gourgaud, a Emmanuel de Las Cases, a los antiguos sirvientes del Emperador, a Coquereau, a dos niños de coro, a tres capitanes (Guyet, Charner, y Doret), al doctor Guillard (cirujano del Belle-Poule) y al plomero Monsieur Leroux - y la parte británica estaba integrada por William Wilde, los señores Horson y Scale (miembros del consejo colonial de la isla), Sr Thomas, Sr Brooke, el coronel Trelawney (comandante de artillería de la isla), el teniente Littlehales RN y Sr Darling (tapicero en Longwood durante el cautiverio de Napoleón).
A la luz de las antorchas, los soldados británicos comenzaron a trabajar, retiraron el mantillo, las flores dejadas allí por los franceses, la verja y las piedras que formaban el borde de la tumba. Entonces encontraron las tres losas que cerraban el pozo y fue necesario un gran esfuerzo para romper la mampostería que cerraba el féretro. A las 9:30 la última losa fue rota y el féretro apareció.  Coquereau tomó un poco de agua de la fuente cercana, la bendijo y la desparramó sobre el féretro, antes de recitar el de profundis. El féretro fue levantado y transportado a una gran tienda con rayas de color azul y blanco que había sido armada el día anterior. Luego abrieron el féretro, en absoluto silencio. El primer féretro, de caoba, tuvo que ser cortado en ambos extremos para sacar el segundo féretro, de plomo, que fue puesto después en un féretro neoclásico de ébano que había sido traído de Francia. El general Middlemore y el teniente Touchard (oficial de ordenanza de Joinville) llegaron y se presentaron, antes de que el grupo desoldara el féretro de plomo. El féretro que estaba dentro de este era de caoba y se encontraba notablemente bien conservado. Sus tornillos fueron sacados con dificultad y el último féretro de estaño fue abierto con mucho cuidado.
Cuando se quitó la tapa una forma blanca indistinta apareció - este era el acolchado de satén blanco de la tapa del féretro que se había desprendido y cubría el cuerpo como una mortaja. El médico Guillard delicadamente lo retiró enrollándolo de la cabeza a los pies para descubrir el cuerpo. El uniforme verde de Cazadores de la Guardia de Napoleón estaba perfectamente conservado, con el cordón rojo de la Legión de honor puesto en su pecho, aunque las condecoraciones y botones estaban un poco deslustrados. El cuerpo descansaba en una postura cómoda, su cabeza estaba apoyada en una almohada y su antebrazo y mano izquierda en el muslo. Su expresión facial era serena, con los ojos cerrados completamente (con unas pestañas visibles) y solamente con los lados de la nariz alterados. Los dientes se veían con gingivitis como al momento de su muerte, con tres dientes incisivos muy blancos. Su mentón mostraba una barba azulada que le había crecido debido a la sequedad de la piel y las manos estaban muy bien conservadas, con largas y muy blancas uñas todavía unidas. Las botas se habían roto, mostrando los cuatro dedos inferiores de cada pie, mientras que su sombrero estaba puesto sobre sus muslos.
Todos los presentes estaban conmocionados - Gourgaud, Las Cases, Philippe de Rohan, Marchand y los sirvientes lloraron -. Bertrand se vio desbordado por la emoción y, después de un examen de dos minutos, Guillard propuso que él continuara examinando el cadáver y que se abrieran las vasijas que contenían el corazón y el estómago. Sin embargo, conteniendo sus lágrimas y enfadado, Gourgaud exigió que el féretro fuera cerrado. El médico obedeció y reemplazó el acolchado de satén, rociándolo con un poco de creosota antes de volver a ponerlo en el féretro de estaño (aunque no lo soldó de nuevo) y a este dentro del féretro de caoba. Entonces soldó de nuevo el féretro de plomo y puso el conjunto dentro del féretro de ébano traído de Francia (este tenía seis manijas, de 2,56 m de largo, 1,05 m de ancho y 0,7 m de fondo e imitaba los féretros romanos clásicos y había sido tallado en París), con el nombre "Napoléon" en letras doradas en su tapa, una letra N de color de bronce en cada uno de sus cuatro lados y también las palabras "Napoléon Empereur mort à Sainte-Hélène le 05 Mai 1821" (Napoleón, Emperador, murió en Santa Elena el 5 de mayo de 1821). El féretro de ébano y su contenido fueron puestos en un sexto féretro de roble destinado a proteger el de ébano, siendo su peso total de 1,200 kilos. Este féretro de roble fue puesto por 43 artilleros en un coche fúnebre totalmente negro con cuatro plumas negras en cada punta que era tirado por cuatro caballos vestidos de negro. El féretro estaba cubierto por un gran tapizado (4,3 m por 2,8 m) de terciopelo negro adornado con abejas doradas, tenía águilas coronadas con coronas imperiales en sus puntas, y una gran cruz de plata. Las señoras de Santa Elena le regalaron al comisionado francés que sirvió en la ceremonia unas banderas francesas que habían hecho ellas con sus propias manos y la bandera imperial que enarbolaría el Belle Poule.

### Traslado alBelle Poule

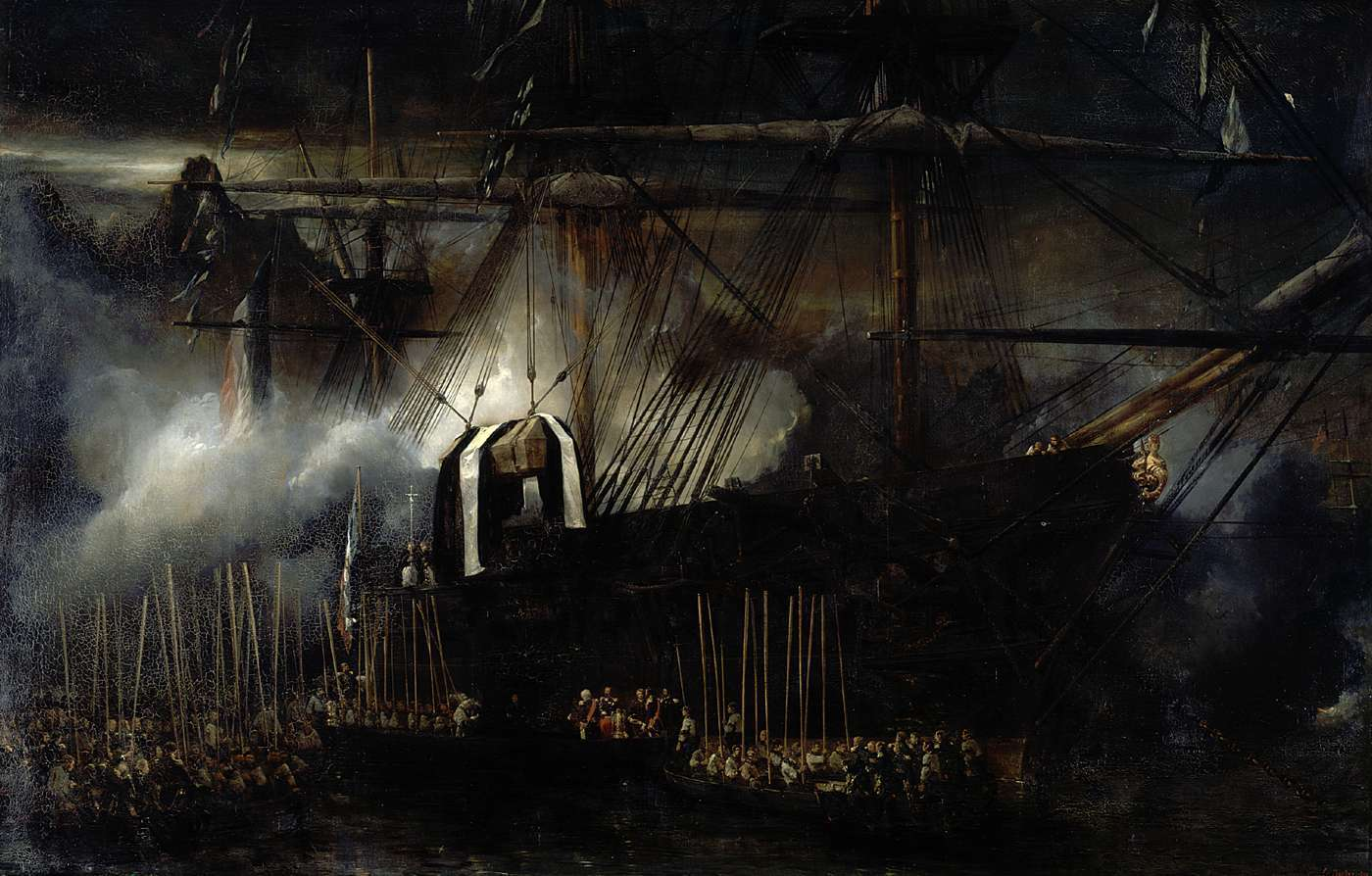
Repatriación de los restos de Napoleón a bordo del Belle Poule, 15 de octubre de 1840. Óleo sobre lienzo de Eugène Isabey.

A las 3:30, bajo una lluvia torrencial, con la ciudadela y el Belle Poule disparando salvas con alternación, el cortejo avanzó lentamente al mando de Middlemore (a pesar de que estaba muy viejo y enfermo), junto a quienes llevaban el féretro: el conde Bertrand, el barón Gourgaud, el barón Las Cases (el más joven), y Marchand. Un destacamento de la milicia bordeaba el camino después de un motín popular y durante la marcha los fuertes dispararon su cañón una vez por minuto. Llegando a Jamestown, el cortejo marchó entre dos filas de soldados de la guarnición que llevaban las armas a la funerala. Los barcos franceses bajaron sus botes, con el del Belle Poule (adornado con águilas doradas) llevando a Joinville.
A las 5:30 la procesión fúnebre se detuvo al final del muelle. Middlemore caminó con dificultad junto a Joinville, sosteniendo una breve conversación en idioma francés para acordar aproximadamente el lugar en el cual los restos serían oficialmente entregados a Francia. Con infinito cuidado, el pesado féretro fue puesto en el bote, los barcos franceses (que hasta entonces mostraban señales de luto) izaron sus colores y todos los barcos presentes dispararon sus cañones. En el Belle Poule 60 hombres estaban en fila, tocaban las baterías y ejecutaban canciones fúnebres. El féretro fue subido a la cubierta y se le quitó su envoltura de roble. Coquereau le dio la absolución y a las 6.30 el féretro fue puesto en una capilla al final del barco adornada con trofeos militares. A las 10 del día siguiente se dijo misa en la cubierta, y después el féretro fue bajado a la capilla del entrepuente, mientras la banda de la fragata (según fuentes dudosas) tocaba la canción principal de Roberto el diablo de Meyerbeer. Una vez que esto se hubo hecho cada oficial recibió una medalla conmemorativa con el perfil de Luis Felipe en el anverso y la inscripción "Ley del 18 de junio de 1840 ordenando el traslado de los restos mortales del emperador Napoleón desde la isla de Santa Elena a la iglesia del palacio real de Los Inválidos de París, y la construcción de su tumba a expensas del Estado. S.A.R. el príncipe de Joinville, jefe de la expedición.". Además, los marineros dividieron entre ellos el féretro de roble y el sauce del Valle de la Tumba.

### Retorno de Santa Elena
A las 8 a. m. del domingo 18 de octubre el Belle Poule, el Favorite y el l’Oreste se hicieron a la vela. El L’Oreste se reincorporó a la división del Levante, mientras que los otros dos barcos navegaron hacia Francia a toda velocidad, temerosos de ser atacados. No sucedieron accidentes notables en los primeros 13 días de viaje de los dos barcos, aunque el 31 de octubre se encontraron con el buque mercante Hamburgo, cuyo capitán dio a Joinville noticias de Europa, confirmando las noticias que había recibido de Doret. La amenaza de guerra fue confirmada por el barco holandés Egmont, que iba en dirección de Batavia, y Joinville estuvo lo suficientemente preocupado como para convocar un consejo de guerra con los oficiales de sus dos barcos, para tomar las precauciones para poner a salvo los restos en caso de encontrarse con barcos de guerra británicos. Joinville preparó el Belle Poule para el combate, desarmando los camarotes temporales construidos para la misión a Santa Elena en el área Lacedemonia del barco, montando todos los cañones del barco, tirando los divisores y los muebles de los camarotes desarmados al mar, y dando a la tripulación frecuentes instrucciones y llamados a zafarrancho. Él sobre todo ordenó que, si eran atacados, el Favorite debería escaparse lo más pronto posible y llegar al puerto francés más cercano. Joinville era consciente de que ningún buque de guerra británico atacaría el barco que llevaba los restos mortales, pero también creía que era poco probable que los británicos extendieran la misma generosidad al Favorite, teniendo una buena razón para dudar que podría salvar la corbeta si ella se ponía al alcance de un barco enemigo sin arriesgar su propia fragata y su carga. Otra hipótesis sostiene que el Favorite era el barco más lento y que solo retrasaría a la  Belle Poule si eran atacados.
El 27 de noviembre el Belle Poule estaba a solamente 100 leguas de la costa francesa, sin haber encontrado algún crucero británico, pero su capitán y tripulación seguía estando en alerta ante un posible combate, aunque esto era innecesario porque la tensión anglo-francesa había cesado después de que Francia dejara de ser aliada de Egipto y Thiers fuera forzado a dimitir.

### Llegada a Francia

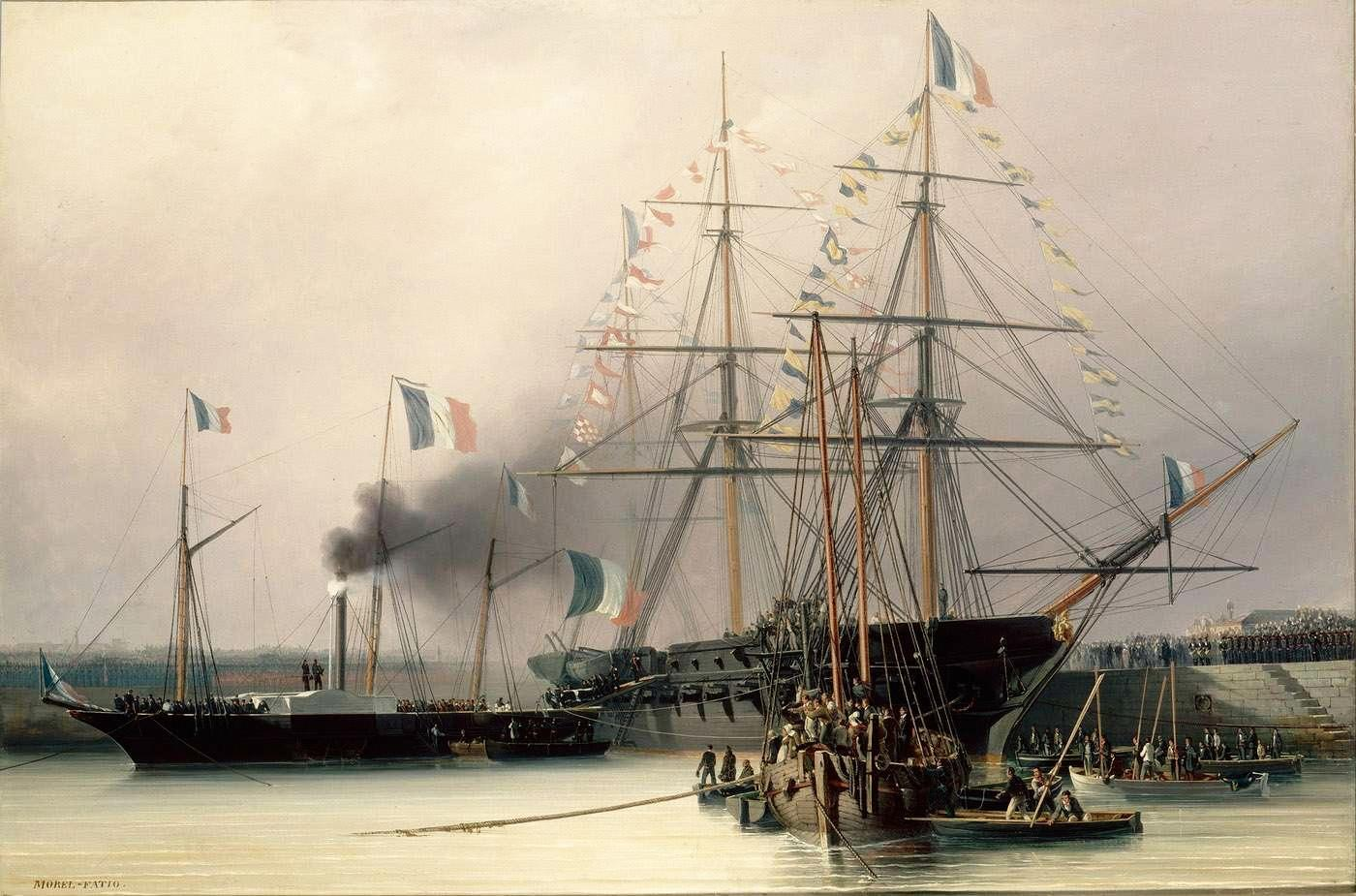
El féretro es transbordado del "Belle Poule" al "Normandie" en la rada de Cherburgo el 8 de diciembre de 1840. Cuadro de Léon Morel-Fatio, 1841. Palacio de Versalles.

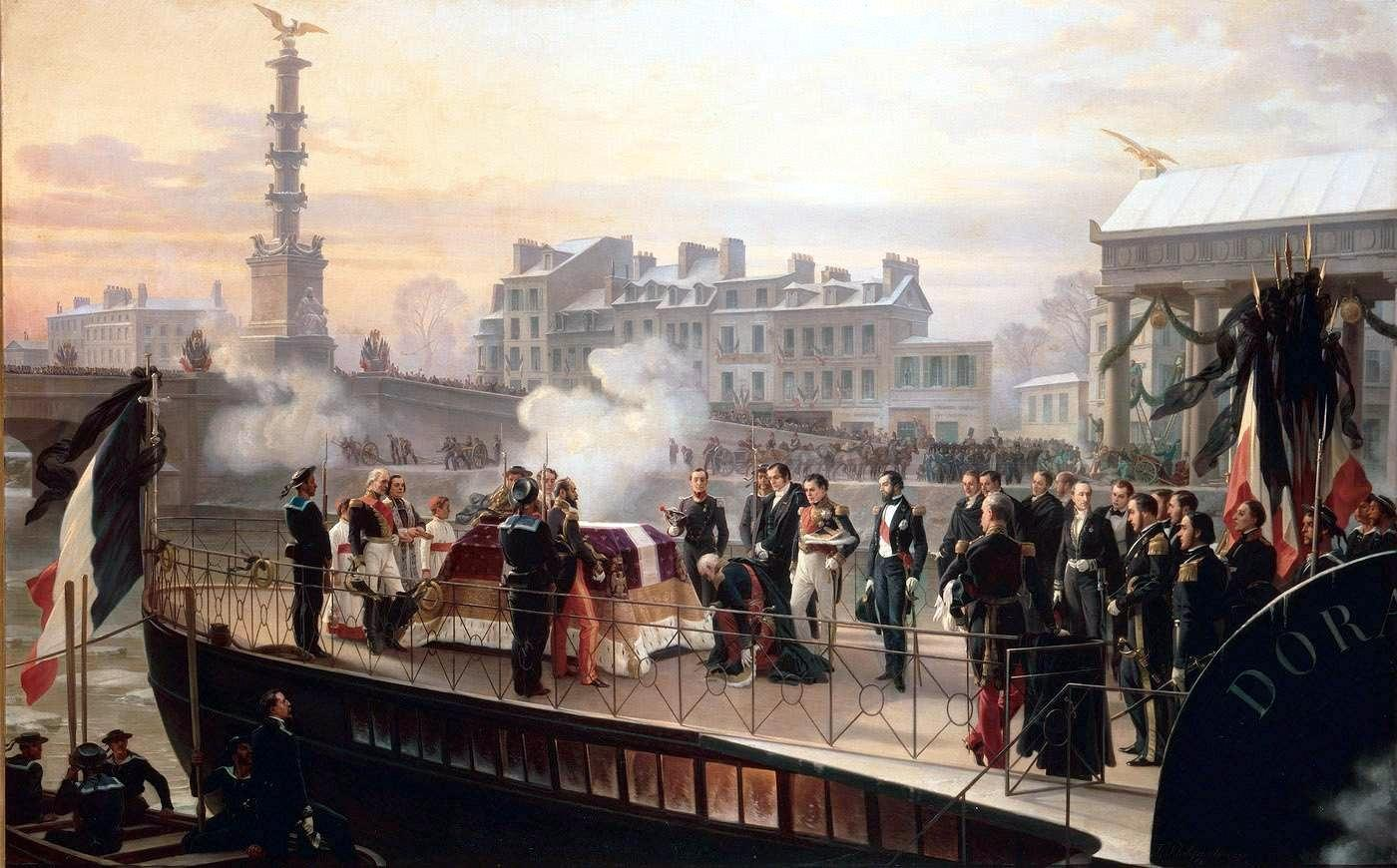
Llegada de "la Dorade" a Courbevoie el 14 de diciembre de 1840. Cuadro de Félix Philippoteaux, 1867. Castillo de Malmaison.

Mientras tanto, en octubre de 1840, un nuevo ministerio nominalmente presidido por Nicolas Soult pero realmente dirigido por François Guizot sucedió al gabinete de Thiers en un intento de resolver la crisis que Thiers había provocado con el Reino Unido por el asunto del Oriente Medio. Este nuevo gabinete dio origen al hostil comentario en la prensa en cuanto al "retorno de las cenizas":

Él [Guizot], quien recibirá los restos del Emperador, es un hombre de la Restauración, uno de los conspiradores de salón quienes se aliaron para estrechar la mano del rey en Gante, detrás de las líneas británicas, mientras hacían que nuestros viejos soldados murieran defendiendo nuestro territorio, en las llanuras de Waterloo. Los ministros que encabezarán el cortejo nos han sido impuestos por un extranjero. El luto será llevado por el general de división del ejército francés en Waterloo [Soult], quien fue llevado al poder por Lord Palmerston y ayudó al subterfugio en Gante.

Temeroso de ser derrocado por la iniciativa del "retorno" (el futuro Napoleón III hacía poco tiempo había intentado dar un golpe de Estado) pero viéndose en la imposibilidad de abandonarlo, el gobierno decidió concluirlo precipitadamente - como Victor Hugo comentó, "Fue presionado para finalizarlo.". El ministro del Interior, conde Duchâtel, afirmó que "estén listos o no los preparativos, la ceremonia fúnebre tendrá lugar el 15 de diciembre".
A todos en París y sus suburbios se les requirió concluir los preparativos lo más rápido posible, al ser el viaje de vuelta del féretro más rápido de lo esperado, aunque los problemas políticos internos causaron considerables retrasos. El Puente de Neuilly en Los Inválidos sería cruzado por el cortejo fúnebre y este estaba adornado con un andamiaje de papel maché, aunque se había hecho apenas la noche anterior a la ceremonia. El coche fúnebre de 10 m de alto, 5,8 m de ancho, 13 m de largo y 13 toneladas estaba resplandeciente y magníficamente dorado y adornado, y era tirado por cuatro grupos de cuatro caballos espléndidamente engualdrapados. Aparte el coche tenía cuatro macizas ruedas doradas y una gruesa base tabular que sostenía una segunda base semicircular. En el semicírculo había un grupo de genios sosteniendo la corona de Carlomagno, y detrás de ellos una tarima en forma de pedestal cuadrangular. Por último 15 estatuas de tamaño natural completamente doradas sostenían un vasto escudo sobre sus cabezas, encima de los cuales había maquetas del féretro de Napoleón. Todo el conjunto estaba cubierto de un largo crepé púrpura adornado con abejas doradas. La parte de atrás del coche estaba compuesta por un trofeo de banderas, palmas y laureles, con los nombres de las victorias más importantes de Napoleón.
Para evitar cualquier insurrección revolucionaria, el gobierno (que había insistido en que los restos fueran enterrados con todos los honores militares en Los Inválidos) ordenó que la ceremonia fuera estrictamente militar, disolviendo el cortejo civil y así haciendo enfurecer a los estudiantes de derecho y medicina que lo formaban - ellos protestaron en Le National:

Los hijos de nuevas generaciones, [estudiantes de derecho y medicina] no entenderán el exclusivo culto que cede ante la fuerza de las armas, a falta de instituciones civiles que son el fundamento de nuestra libertad. [Los estudiantes] no se postrarán ante el espíritu de la invasión y la conquista, pero ahora cuando nuestra nacionalidad parece ser rebajada las escuelas han deseado rendir homenaje por su personalidad al hombre que fue desde el principio el enérgico y glorioso representante de esta nacionalidad.

Los cuerpos diplomáticos se reunieron en la embajada británica en París y decidieron abstenerse de participar en la ceremonia debido a su antipatía por ambos monarcas: Napoleón y Luis Felipe.
El 30 de noviembre, el Belle-Poule entró en la rada de Cherburgo, y seis días después los restos fueron transbordados al buque de vapor la Normandie. Al llegar a El Havre, el féretro fue entonces transbordado al la Dorade 3 en Val-de-la-Haye, cerca de Ruan, para subir el río Sena, en cuyas orillas la gente se había reunido para rendir homenaje a Napoleón. El 14 de diciembre la Dorade ancló en el muelle de Courbevoie.

### Entierro en Francia

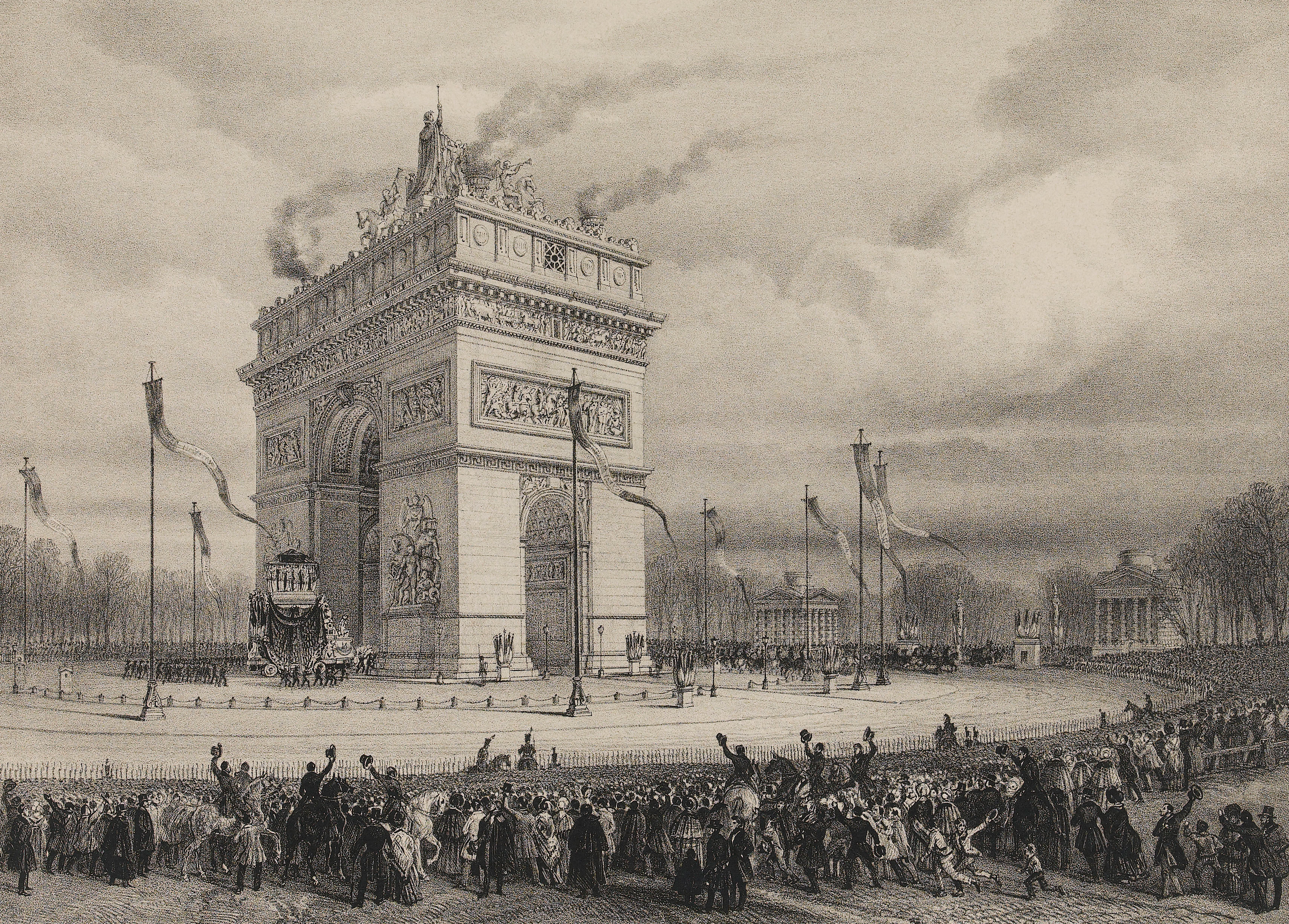
El coche fúnebre de Napoleón pasa bajo el Arco de Triunfo. Grabado de Paul Joseph Dumouza y Pierre Frédéric Lehnert.

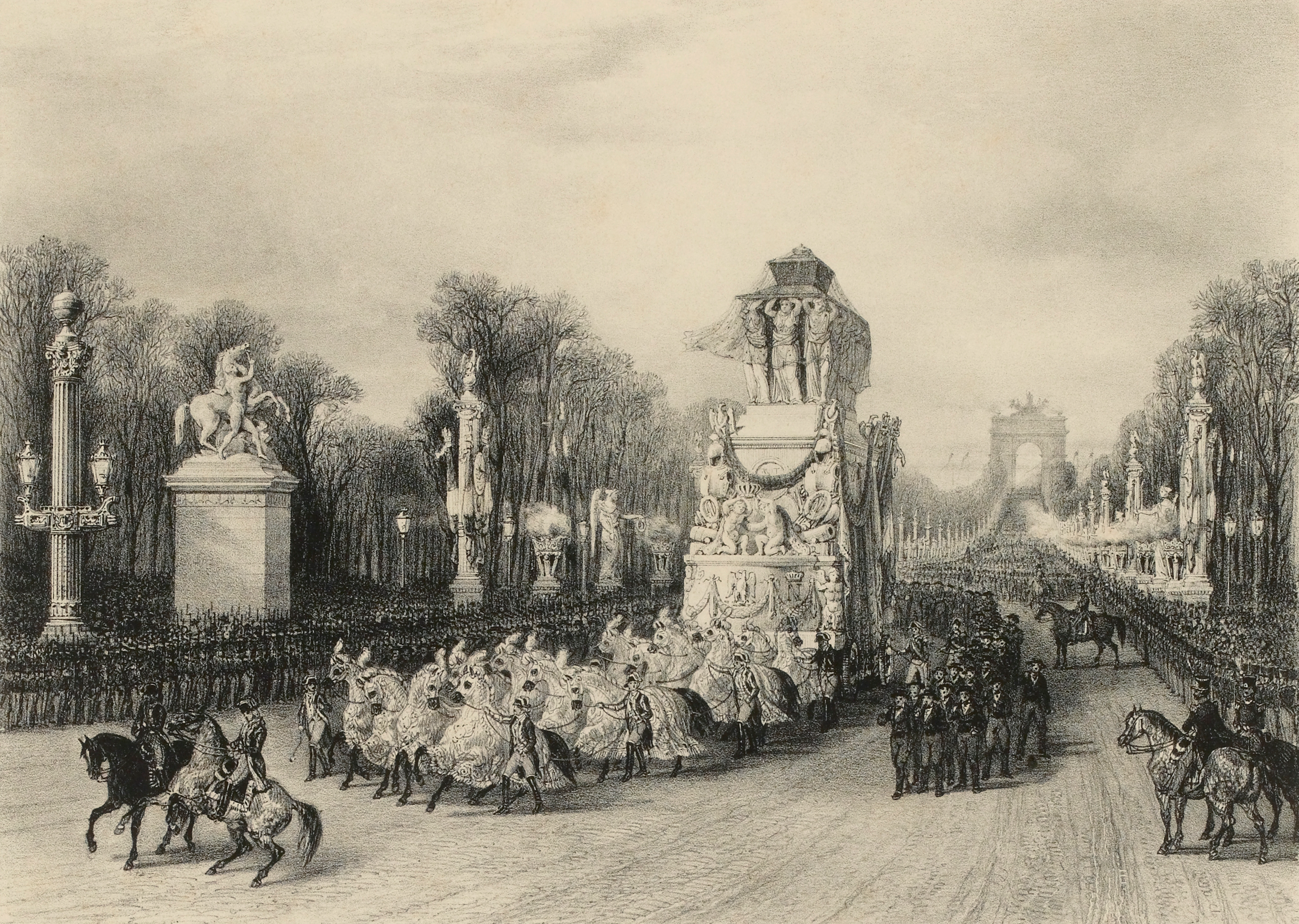
El coche fúnebre de Napoleón pasa por los Campos Elíseos. Grabado de Paul Joseph Dumouza y Pierre Frédéric Lehnert.

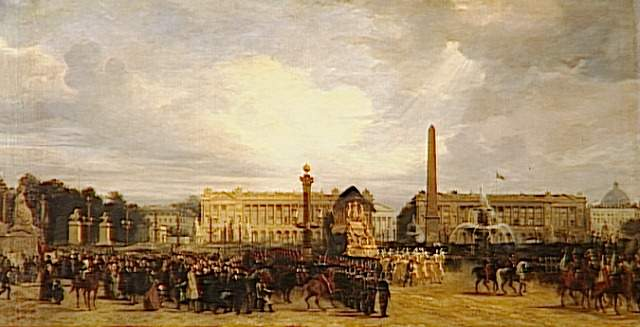
El coche fúnebre de Napoleón cruza la Plaza de la Concordia. Cuadro de Jacques Guiaud. Palacio de Versalles.

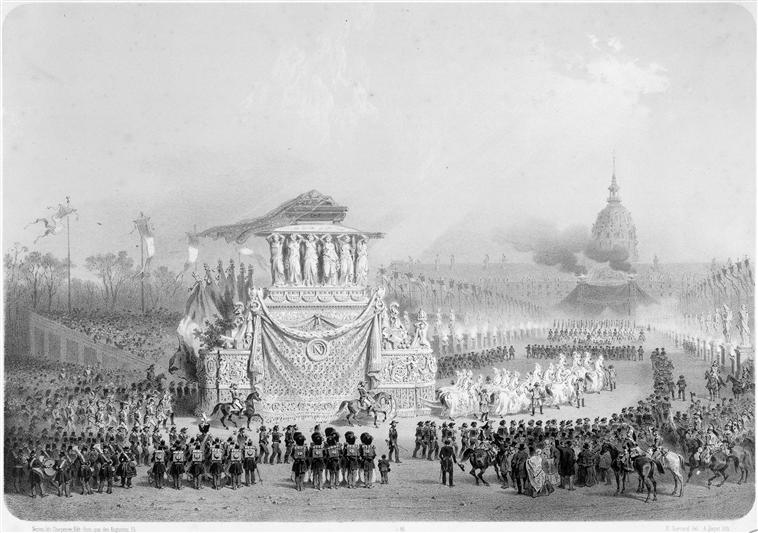
El coche fúnebre de Napoleón dirigiéndose hacia Los Inválidos. Grabado de Adolphe Jean-Baptiste Bayot y Eugène Charles François Guérard. París, Museo del Ejército.

La fecha para el entierro fue fijada para el 15 de diciembre. Victor Hugo evocó este día en sus Les Rayons et les Ombres:
¡Congelado cielo! ¡Sol puro! ¡Oh! ¡Ilumina la historia!
¡Entierro triunfal, antorcha imperial!
Permítele al pueblo guardarte para siempre en su memoria
Oh día, hermoso como la gloria,
Frío como la tumba
A pesar de que la temperatura nunca subió a más de 10 grados Celsius, la cantidad de espectadores desde el Pont de Neuilly a Los Inválidos era enorme. Algunos tejados de las casas estaban cubiertos de gente, y el respeto y la curiosidad triunfaron sobre la irritación, y el frío calmó la vaga impaciencia de la muchedumbre. El pálido sol dio lugar a la nieve, envolviendo las estatuas de yeso y los ornamentos dorados produciendo un ambiguo efecto de (en palabras de Victor Hugo) "lo pequeño adornando lo grandioso". Victor Hugo también escribió:

Todos al mismo tiempo, los cañones fueron disparados de repente hacia tres diferentes puntos del horizonte. Este triple ruido simultáneamente rodeó el oído en un formidable y magnífico tipo de triángulo .... Tambores lejanos eran tocados en los campos. El coche del Emperador apareció. ... Velado hasta entonces, el sol reapareció al mismo tiempo. El efecto fue prodigioso. ... A lo lejos se podía ver que, en el vapor y el sol, en el fondo gris y rojo de los árboles de los Campos Elíseos, a través de las grandes estatuas blancas que se parecían a fantasmas, se desplazaba lentamente una especie de montaña dorada. No podíamos todavía distinguir nada excepto una especie de trémula luz brillando sobre toda la superficie del coche, a veces como estrellas, a veces como resplandor. Un gran murmullo envolvió esta aparición. / Se ha dicho que este coche dejaba detrás de él la aclamación de toda la ciudad como una antorcha deja detrás de ella su humo. [...] El cortejo continuó su marcha. El coche avanzaba lentamente. Comenzamos a poder distinguir su forma. [...] El conjunto tenía grandiosidad. Era una enorme masa, completamente dorada, cuyas estructuras se levantaban como una pirámide encima de las cuatro enormes ruedas doradas que la llevaban. [...] El féretro no se podía ver. Estaba en la base del coche, de esta manera disminuyendo la emoción. Este era el grave defecto del coche. Ocultaba lo que queríamos ver, lo que Francia había ganado, lo que su pueblo estaba esperando, lo que todas las miradas estaban buscando, el féretro de Napoleón.

El cortejo llegó a Los Inválidos a eso de la 1:30, y a las 2 p. m. llegaron a la puerta de honor. El rey y todos los principales hombres de Estado de Francia esperaron en la iglesia del Dôme. Joinville iba a pronunciar un corto discurso, pero había olvidado preparar uno - se contentó con hacer un saludo con el sable y el rey murmuró unas pocas palabras ininteligibles. Le Moniteur describió la escena:
"Sire, - dijo el príncipe de Joinville, bajando su espada hacia la tierra -, le presento el cuerpo del emperador Napoleón.
"Lo recibo en nombre de Francia - respondió el rey con voz fuerte -."
General Atthalin dio un paso adelante llevando en un almohadón la espada que Napoleón llevó en Austerlitz y Marengo y se la presentó a Luis Felipe. El rey hizo un curioso movimiento hacia atrás, dirigiéndose a Bertrand, y le dijo: "General, le encargo poner la gloriosa espada del Emperador en su féretro". Desbordado por la emoción, Bertrand no pudo terminar esta tarea y Gourgaud intervino y tomó el arma. El rey se dirigió a Gourgaud y le dijo: "General Gourgaud, ponga la espada del Emperador en el féretro".
Durante la ceremonia fúnebre los mejores cantantes de la Ópera de París fueron dirigidos por Habeneck en una interpretación del Requiem de Mozart. La ceremonia fue más mundana que reverente - los diputados estaban particularmente incómodos:

Los muchachos de la escuela superior serían azotados si ellos se hubieran vestido y comportado en un lugar solemne como esos señores. [...] Se ha dicho que el Emperador ha sido recibido de tres diferentes maneras. Fue recibido piadosamente, en los Campos Elíseos por el pueblo; fríamente, en la entrada de Los Inválidos por la clase media; e insolentemente, bajo la cúpula de Los Inválidos por los diputados.

La postura del viejo mariscal Moncey, gobernador de Los Inválidos, contrastaba con la impertinencia de la corte y los políticos. Por 15 días Moncey estuvo agonizando, pidiéndole a su médico que lo mantuviera con vida por lo menos hasta el final de la ceremonia, y al final de la ceremonia religiosa caminó hacia el catafalco, echó agua bendita en él y dijo las palabras finales de la ceremonia: "Y ahora, volvamos a casa para morir" (aunque murió en realidad el 20 de abril de 1842, poco más de un año después).
Desde el 16 al 24 de diciembre, la iglesia de Los Inválidos (cerrada el día de la ceremonia) permaneció abierta al público. La gente no creyó por largo tiempo en la muerte de Napoleón y se propagó el rumor de que la tumba era un cenotafio. Esta afirmaba que la misión había traído un féretro vacío al volver de Santa Elena y que los británicos habían llevado secretamente el cuerpo de Napoleón a Londres para realizarle una autopsia. (Esto se vio reflejado en 1870 por el rumor de que los restos habían sido trasladados de Los Inválidos a otro lugar para evitar que fueran tomados como botín por el enemigo durante la guerra franco-prusiana y que nunca habían sido traídos de vuelta después de terminar el conflicto.) El rumor de 1840 fue reavivado en 1969 por el periodista Georges Rétif de la Bretonne, y luego en 2000 por Bruno Roy-Henry. Victor Hugo escribió que, aunque el cuerpo estuviera allí, la gente estaba en lo cierto al creer que la verdadera esencia de Napoleón estaba ausente:

Toda esta ceremonia tuvo un curioso marco de evasión. El gobierno parecía temer el fantasma que estaba evocando. Parecían estar mostrando y ocultando a Napoleón al mismo tiempo. Todo lo que habría sido tan grande y tan conmovedor fue dejado en la sombra. Todo lo que fuera auténtico o grandioso fue ocultado bajo más o menos espléndidos mantos; el cortejo imperial fue ocultado dentro del cortejo militar, el ejército dentro de la Guardia Nacional, las cámaras parlamentarias dentro de Los Inválidos y el féretro dentro del cenotafio. En su lugar, Napoleón debería haber sido considerado valiente y abiertamente - rindiéndole homenaje como es debido, tratándolo regia y popularmente como emperador; y entonces habrían encontrado fuerza donde casi tropiezan.

## Un error político
El retorno de los restos se hizo con el propósito de mejorar la imagen de la Monarquía de Julio y glorificar a sus organizadores, Thiers y Luis Felipe. Thiers reconoció el aumento del entusiasmo de los franceses por el Primer Imperio que continuaría hasta convertirse en el mito napoleónico, y pensó que el retorno de los restos llevaría al acuerdo entre Francia y el Reino Unido, incluso mientras el asunto de Egipto comenzaba a agitar Europa. Y Luis Felipe, al final fue desengañado en su deseo de utilizar el retorno de los restos para dar alguna legitimidad adicional a su tambaleante monarquía y lograr que el pueblo francés dejara de sentir indiferencia hacia él. La gran mayoría de la población de Francia veía a Napoleón como un mártir y por eso se trasladó y entusiasmó por el retorno de los restos, pero se sintió defraudada al no poder rendirle el homenaje que deseaba. En efecto el gobierno comenzó a temer disturbios y quería evitar cualquier reunión. También, la mayoría del cortejo fue a orillas del río y no hizo muchas paradas en otras ciudades de Francia. Sólo asistieron personajes importantes a la ceremonia en París y, lo que fue peor, la falta de respeto mostrada por la mayoría de los políticos indignó a la opinión pública y reveló una profunda ruptura entre el pueblo y el gobierno. El "retorno" también no detuvo la derrota de Francia en su guerra diplomática con el Reino Unido, con Francia forzada a dejar de apoyar a su aliado egipcio, Thiers ridiculizado y el rey forzado a destituirlo por su política agresiva incluso antes de la llegada del Belle Poule. Así que Thiers se esforzó por llevar a cabo el retorno de los restos pero no pudo sacar provecho de su resultado. En vez de darle nuevo brillo a la Monarquía de Julio, el retorno y entierro de los restos fue la primera señal de su decadencia.

## Monumento
Después de la decisión tomada por el Gobierno francés, los restos de Napoleón descansan en un monumento en medio de la cúpula de Los Inválidos. Este monumento fue creado por Louis Visconti, pero no fue terminado hasta 1861. Un hueco circular fue abierto debajo de la cúpula como una especie de cripta abierta. En él fue puesto "un gran sarcófago (...) de pórfido rojo - en realidad, aventurina (una cuarcita de Finlandia), parecida al pórfido - en una base de granito verde de los Vosgos". Esta piedra fue extraída de las canteras de Carelia con gran dificultad. Estas canteras le pertenecían al zar Nicolás I de Rusia y las piedras costaron alrededor de 200.000 francos, pagados por Francia. No es ni mármol ni pórfido pero sí una roca metamórfica gris. El bloque de mármol negro en el cual se apoya la base verde es de 5.5m x 1.2m x 0.65m y fue extraído con dificultad de la cantera de Sainte-Luce.
El féretro de Napoleón fue trasladado desde la capilla de Saint-Jérôme, donde reposaba desde 1840, en una ceremonia íntima el 2 de abril de 1861, a la que asistieron el emperador Napoleón III, la emperatriz Eugenia, el príncipe Napoleón Eugenio, otros príncipes emparentados, funcionarios del Gobierno y grandes oficiales de la Corona.